# Kaffeemühlenkirche (Frohnhausen)

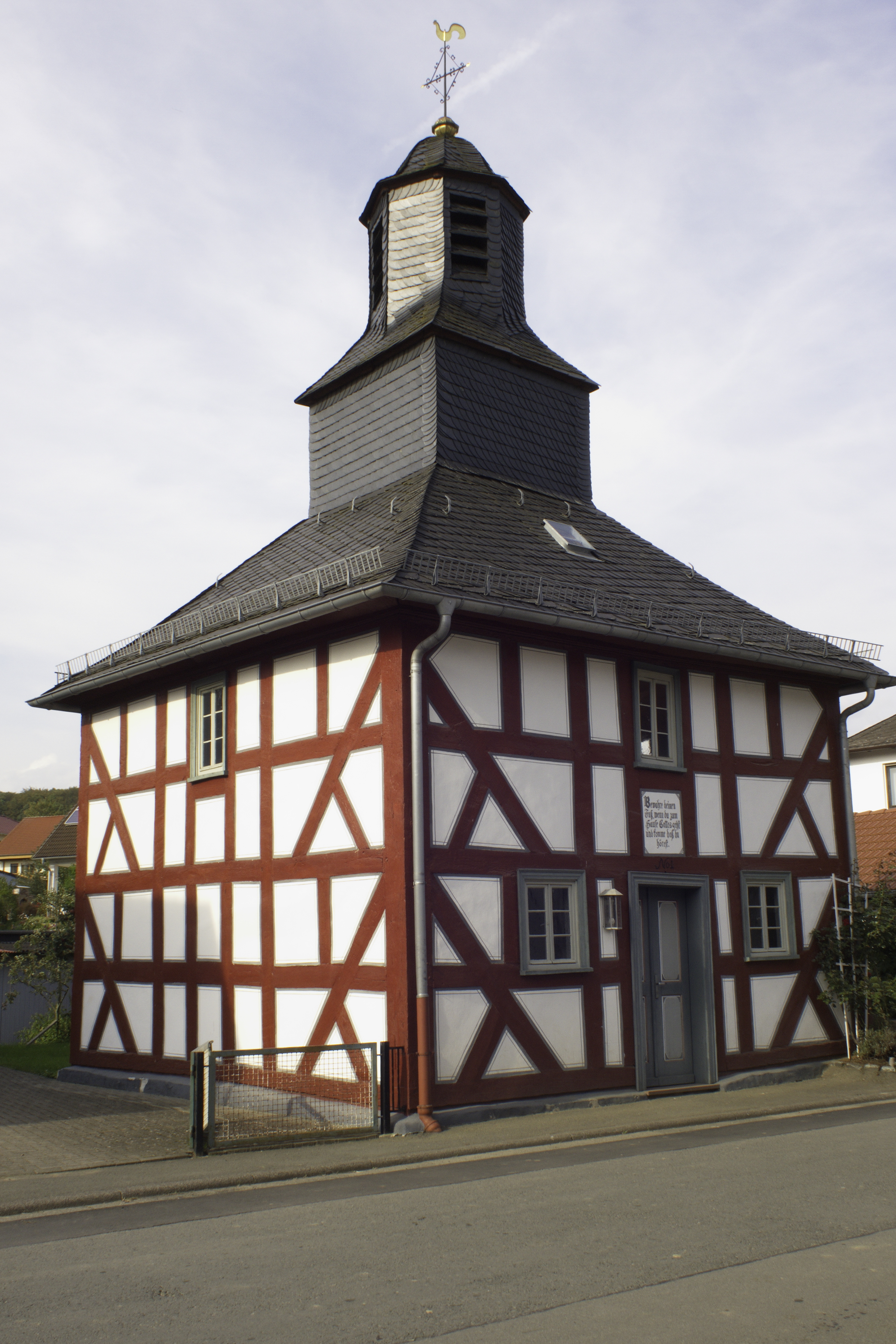
Kaffeemühlenkirche Frohnhausen (Gladenbach)

Die Evangelische Kirche Frohnhausen ist ein denkmalgeschütztes Kirchengebäude in Frohnhausen im Hessischen Hinterland. Die Kirche gehört zur Kirchengemeinde Gladenbach im Dekanat Biedenkopf-Gladenbach in der Propstei Nord-Nassau der Evangelischen Kirche in Hessen und Nassau.

## Beschreibung
Die kleine Fachwerkkirche auf quadratischem Grundriss wurde 1770/89 von den Brüdern Johann Jacob und Johann Georg Blöcher erbaut. Sie ist mit einem Pyramidendach bedeckt, aus dessen Mitte sich ein quadratischer Dachreiter erhebt, auf dem eine achtseitige Laterne sitzt, in der sich die Kirchenglocke befindet. Die Kirche wird nach ihrem Äußeren als Kaffeemühlenkirche bezeichnet. 
Im Innenraum kamen 1931 die Kirchenbänke für die Frauen hinzu ebenso wie eine Empore für die Männer. Im gleichen Jahr erhielt sie auch eine höher stehende Kanzel. 1993 wurde schließlich eine Orgel mit fünf Registern, einem Manual und einem Pedal vom Orgelbau Böttner aufgestellt. Über dem Altar befindet sich ein Holzschnitt von Andreas Felger.